# Виноградов, Александр Ефимович
Александр Ефимович Виноградов (18 июля 1897 года, д. Головково, Тверская губерния, Российская империя — умер после  1963 года, СССР) — советский военачальник, полковник (28.02.1938).

## Биография
Родился 18 июля 1897 года в ныне несуществующей деревне Головково, располагавшейся недалеко от существующей в настоящее время деревни Светителево, сельского поселения Чертолино, Ржевский район, Тверская область. Русский. До службы в армии  работал чернорабочим на станции Ржев-1.

### Военная служба

#### Первая мировая война
15 мая 1916 года был призван на военную службу в Русскую императорскую армию и направлен в запасной полк в город Гороховец Владимирской губернии. В том же году окончил учебную команду с присвоением чина учителя и служил в полку ефрейтором и младшим унтер-офицером. В мае 1917 года с маршевой ротой убыл на Румынский фронт, где воевал командиром взвода в 12-м Кавказском стрелковом полку 3-й Кавказской стрелковой дивизии. В том же году был произведен в старшие унтер-офицеры. В январе 1918 года дивизия снялась с фронта, в полном составе переправилась через реку Прут и совершила марш в Бессарабию в район Грушино Каменец-Подольской губернии. Там же  Виноградов заболел тифом и был эвакуирован в госпиталь. После выздоровления в апреле убыл на родину.

#### Гражданская война
28 октября 1918 года добровольно вступил в РККА и был зачислен красноармейцем в караульный батальон в городе Ржев. С апреля 1919 года служил красноармейцем, командиром звена, отделения и помощником командира взвода во 2-м Красноуфимском стрелковом полку 30-й стрелковой дивизии 5-й армии Восточного фронта. В его составе воевал на Восточном фронте против войск адмирала А. В. Колчака. С 15 мая по 26 ноября 1920 года учился на 6-х Сибирских пехотных курсах в городе Иркутск, затем проходил службу в 9-й Иркутской пехотной школе командиром взвода, помощником командира и командиром роты. Член ВКП(б) с 1920 года. В 1923 году там же сдал экстерном экзамен за нормальную пехотную школу.

#### Межвоенные годы
В июле 1924 года Виноградов направлен на учебу в Высшую военно-педагогическую школу в Москве. После завершения обучения в августе 1926 года назначен преподавателем тактики в Красноярскую артиллерийскую школу. С передислокацией ее в город Томск она была переименована в Томскую артиллерийскую. В мае 1932 года был переведен начальником штаба Томского стрелкового полка 78-й стрелковой дивизии СибВО, а с апреля 1937 года был начальником штаба 218-го стрелкового полка 73-й стрелковой в город Татарск. С августа 1937 года по май 1938 года выполнял специальное правительственное задание. В июле 1938 года назначается заместителем командира по строевой части 73-й стрелковой дивизии. В ноябре 1938 года он был уволен в запас по ст. 43, п. «а». С 25 января 1939 года работал зав. военной кафедрой Томского государственного университета.

#### Великая Отечественная война
С началом  войны  Виноградов в августе 1941 года был призван в Красную армию из запаса и назначен командиром 119-го запасного стрелкового полка 39-й запасной стрелковой бригады СибВО (в городах Ишим и Омск). В июне — июле 1942 года исполнял должность заместителя командира 150-й Сталинской стрелковой дивизии на ст. Юрга Новосибирской обл., затем командовал 2-й Сталинской добровольческой отдельной стрелковой бригадой. С августа полковник Виноградов был командиром 75-й Сталинской добровольческой отдельной стрелковой бригады в составе 6-го Сталинского добровольческого стрелкового корпуса. В октябре она вместе с корпусом убыла на Калининский фронт и в составе 22-й, затем 41-й армий участвовала в тяжелых наступательных боях в районе южнее и юго-восточнее города Белый.
В начале мая 1943 года в районе Гжатска на базе 75-й и 78-й стрелковых бригад была сформирована 65-я гвардейская стрелковая дивизия, а полковник  Виноградов утвержден ее командиром. С 14 мая она была включена в 19-й гвардейский стрелковый корпус 10-й гвардейской армии Западного фронта. С 7 августа ее части участвовали в Спас-Деменской наступательной операции, однако действовали неудачно. 9 августа за утерю управления дивизией и невыполнение боевой задачи  Виноградов был отстранен от должности и зачислен в распоряжение Военного совета фронта. С 21 сентября, после гибели командира дивизии 157-й стрелковой дивизии полковника Г. К. Зайцева назначен командиром данной дивизии, которая в это время находилась в резерве 33-й армии. В октябре дивизия в составе 21-й армии вела боевые действия юго-восточнее Орши, затем была отведена на пополнение. С 3 ноября она вошла в состав 33-й армии и заняла оборону на рубеже Сетовка — Волколаковка — Казьяны. С 14 ноября 1943 года полковник Виноградов находился в госпитале по болезни. После выздоровления в декабре был направлен в город Волоколамск заместителем начальника по строевой части курсов младших лейтенантов Западного фронта. В июне 1944 года он назначается заместителем командира 5-й запасной стрелковой дивизии, входившей в состав БВО, а с января 1945 г. — МВО.

#### Послевоенное время
После войны он продолжал служить в той же дивизии. В январе 1946 года был зачислен в распоряжение Военного совета Смоленского ВО, затем был назначен начальником штаба 3-й гвардейской стрелковой Волновахской Краснознаменной ордена Суворова 2-й ст. дивизии (с февраля — в составе МВО). 30 сентября 1946 года гвардии полковник Виноградов  уволен в запас.

## Награды
- орден Ленина (21.02.1945)[5]
- два ордена Красного Знамени (30.01.1943[6], 03.11.1944[5][7])
- орден «Знак Почёта»[4]
  - медали в том числе:
  - «XX лет Рабоче-Крестьянской Красной Армии» (1938)
  - «За победу над Германией в Великой Отечественной войне 1941—1945 гг.» (1945)